# Piotrków Trybunalski
Piotrków Trybunalski es una ciudad del centro de Polonia. Fue capital del ya extinto voivodato de Piotrków desde 1975 a 1998, momento en el cual la reforma territorial polaca redujo, por ley, los hasta entonces 49 voivodatos a 16. Actualmente pertenece al voivodato de Łódź, siendo la segunda ciudad por población del mismo tras la propia capital, Łódź; y la ciudad número 47 más poblada de Polonia.[cita requerida]

## Etimología
Según la tradición, pero no confirmado por las fuentes históricas, Piotrków fue fundada por Piotr Włostowic, un poderoso magnate del siglo XII de Silesia. El nombre de la ciudad proviene de la versión polaca del nombre de Pedro (Piotr), en una forma diminutiva (Piotrek). La ciudad ha sido conocida en yidis como Petrikev, en alemán como Petrikau y en ruso como Petrokov.

## Geografía y clima
Piotrków Trybunalski está situado en el centro-oeste de las Tierras altas de Lodz, en la frontera de las provincias históricas de Polonia. El paisaje de la región de Piotrków y su estructura geológica se formaron durante la glaciación de Riss (hace aproximadamente 180.000-128.000 años). Apenas hay bosques a través de las llanuras de Piotrków.
Dos ríos atraviesan la región, el río Wolbórka y el Luciąża, que con sus afluentes desembocan en el río Pilica y pertenecen a la cuenca del río Vístula. La cuenca de los dos principales ríos de Polonia, el Vístula y el Oder, discurren tres kilómetros a lo largo de la línea meridional al oeste de Piotrków. Dos pequeños ríos, el Strawa y el Strawka cruzan la ciudad, y es entre sus valles donde, en la Alta Edad Media, se estableció el primer asentamiento de Piotrków. Recientemente dos ríos más se incluyeron dentro de los límites de la ciudad (el río Wierzejka, que en la parte oeste de la ciudad crea un pantano, y el Dolek Śrutowy en el sur de la propia Piotrków).
La ciudad se encuentra a 200 m s. n. m. La temperatura promedio durante el año es de alrededor 8 °C, el mes más frío es enero (entre -20 y -2,5 °C), el más caluroso suele ser julio (con 18 °C de promedio). La precipitación anual oscila entre 550 mm y 600 mm. El suelo arenoso de la región no es en absoluto fértil.

## Hijos ilustres
- Ernestine L. Rose
- Herman Rosenblat